# Zamarada emaciata
Zamarada emaciata là một loài bướm đêm trong họ Geometridae.